# Đinh Thanh Nhàn
Đinh Thanh Nhàn (sinh năm 1968) là một tướng lĩnh của lực lượng Công an nhân dân Việt Nam với quân hàm Thiếu tướng. Ông hiện giữ chức vụ Phó Trưởng ban Tổ chức Thành ủy Thành phố Hồ Chí Minh.
Ông nguyên là Thủ trưởng Cơ quan Cảnh sát điều tra, Công an Thành phố Hồ Chí Minh, nguyên Phó Giám đốc Công an Thành phố Hồ Chí Minh

## Tiểu sử
Đinh Thanh Nhàn sinh năm 1968, quê quán huyện Cái Bè, tỉnh Tiền Giang.
Ngày 2 tháng 10 năm 2013, Thượng tá Đinh Thanh Nhàn, Trưởng phòng Tổ chức cán bộ, Công an Thành phố Hồ Chí Minh được Tổng cục Xây dựng lực lượng - Bộ Công an trao quyết định bổ nhiệm giữ chức vụ Phó Giám đốc Công an Thành phố Hồ Chí Minh phụ trách khối Tổ chức. Trong cùng ngày, Thượng tá Đinh Thanh Nhàn cũng nhận được Quyết định của Bộ trưởng Bộ Công an Việt Nam thăng cấp bậc hàm sĩ quan nghiệp vụ lên Đại tá. Giám đốc Công an Thành phố Hồ Chí Minh lúc này là Thiếu tướng Nguyễn Chí Thành.
Năm 2018, Đại tá Đinh Thanh Nhàn được Trường Đại học Cảnh sát nhân dân cấp bằng Tiến sĩ Luật học.
Từ ngày 1 tháng 5 năm 2019, Thiếu tướng Phan Anh Minh nghỉ hưu. Đại tá Đinh Thanh Nhàn được Bộ trưởng Bộ Công an Tô Lâm bổ nhiệm giữ chức vụ Thủ trưởng Cơ quan cảnh sát điều tra Công an Thành phố Hồ Chí Minh thay tướng Minh.
Ngày 18 tháng 7 năm 2020, Đại tướng Tô Lâm, Ủy viên Bộ Chính trị, Bí thư Đảng ủy Công an Trung ương, Bộ trưởng Bộ Công an, chủ trì Lễ công bố quyết định của Chủ tịch nước về thăng cấp bậc hàm Thiếu tướng cho Phó giám đốc, Thủ trưởng Cơ quan CSĐT Công an Thành phố Hồ Chí Minh Đinh Thanh Nhàn.

## Lịch sử thụ phong quân hàm
| Năm thụ phong | 2013   | 2020        |
| ------------- | ------ | ----------- |
| Quân hàm      |        |             |
| Cấp bậc       | Đại tá | Thiếu tướng |